# Кула Атлагић
Кула Атлагић је насељено мјесто у Равним Котарима, у сјеверној Далмацији. Припада граду Бенковцу у Задарској жупанији, Република Хрватска.

## Географија
Налази се 4 км сјеверозападно од Бенковца уз пут за Смилчић, на рубу Буковице и Равних Котара. Садашње име добило је по феудалној породици Атлагића, која је у турско доба ту саградила кулу (дворац).

## Историја
Као и остатак бенковачког краја, Кула Атлагић је ушла у састав Републике Срске Крајине 1991. године, а становништво је напустило село током хрватске војне акције Олуја у августу 1995. године.

## Култура
У Кули Атлагић се налази стара српска православна црква Св. Николе из 1446. године, нова српска православна црква, као и римокатоличка црква Св. Петра.

## Становништво
Према попису из 1991. године, Кула Атлагић је имала 913 становника, од чега 855 Срба, 43 Хрвата, 11 Југословена и 4 остала. Према попису становништва из 2001. године, Кула Атлагић је имала 151 становника. Кула Атлагић је према попису становништва из 2011. године имала 184 становника, углавном повратника.
| Националност       | 1991. | 1981. | 1971. | 1961. |
| Срби               | 855   | 814   | 952   | 1.025 |
| Југословени        | 11    | 28    | 25    | 1     |
| Хрвати             | 43    | 72    | 75    | 81    |
| остали и непознато | 4     | 12    | 2     |       |
| Укупно             | 913   | 926   | 1.054 | 1.107 |

| Демографија | Демографија | Демографија |
| Година      | Становника  | Становника  |
| ----------- | ----------- | ----------- |
| 1961.       | 1.107       |             |
| 1971.       | 1.054       |             |
| 1981.       | 926         |             |
| 1991.       | 913         |             |
| 2001.       | 151         |             |
| 2011.       |             | 184         |

## Попис 1991.
На попису становништва 1991. године, насељено место Кула Атлагић је имало 913 становника, следећег националног састава:
| Попис 1991.‍  | Попис 1991.‍  | Попис 1991.‍ | Попис 1991.‍ | Попис 1991.‍ |
| ------------ | ------------ | ----------- | ----------- | ----------- |
|              |              |             |             |             |
| Срби         | Срби         |             | 855         | 93,64%      |
| Хрвати       | Хрвати       |             | 43          | 4,70%       |
| Југословени  | Југословени  |             | 11          | 1,20%       |
| Црногорци    | Црногорци    |             | 1           | 0,10%       |
| неопредељени | неопредељени |             | 1           | 0,10%       |
| непознато    | непознато    |             | 2           | 0,21%       |
| укупно: 913  |              |             |             |             |

## Презимена
| - Алавања — Православци - Бабић — Православци - Богуновић — Православци - Бреуљ — Римокатолици - Војводић — Православци - Вукас — Православци - Вулетић — Православци - Гуша — Православци - Драгаш — Православци - Драча — Православци | - Калањ — Православци - Кереш — Православци - Кончаревић — Православци - Лакић — Православци - Лончар — Православци - Лончарeвић — Православци - Маглов — Православци - Мартиновић — Римокатолици - Мацакања — Православци - Миљевић — Православци | - Пиља — Православци - Пуповац — Православци - Рашковић — Православци - Рогић — Римокатолици - Санковић — Православци - Совиљ — Православци - Стегњаић — Православци - Трнинић — Православци - Ћакић — Православци - Цупаћ — Православци - Шестић — Православци |